# Смеян, Николай Иванович
Никола́й Ива́нович Смея́н (3 января 1932, д. Бабичи, Речицкий район, Гомельская область, Белоруссия — 12 октября 2007) — советский и белорусский учёный, работавший в области агропочвоведения. Академик Академии аграрных наук Белоруссии (1992—2002), Академик Национальной академии наук Беларуси (2003; член-корреспондент с 1989), доктор сельскохозяйственных наук (1981), профессор (1990). Заслуженный деятель науки Республики Беларусь (2000).

## Биография
Родился 3 января 1932 в д. Бабичи (Речицкий район, Гомельская область, Белоруссия) в большой крестьянкой семье. В 1953 году поступил на биолого-почвенный факультет БГУ.
- В 1958 году окончил БГУ имени В. И. Ленина.
- В 1958—1962 годах работал инженером-почвоведом, на должности младшего, затем старшего научного сотрудника БелНИИ почвоведения Академии сельскохозяйственных наук БССР.
- В 1962—1963 годах находился на должности главного агронома-почвоведа Министерства производства и заготовок сельскохозяйственных продуктов БССР.
- В 1964—1968 годах — аспирант Белорусского научно-исследовательского института земледелия.
- В 1963—1969 годах — старший научный сотрудник, главный специалист.
- В 1969—2004 годах — заместитель директора по научной работе БелНИИ почвоведения и агрохимии, одновременно заведующий отделом почвоведения этого института.
- В 2004—2007 годах — заведующий отделом почвоведения[5].

Член Белорусского общества почвоведов, Межгосударственного Совета по земельным ресурсам и их рациональному использованию стран СНГ, Международного общества почвоведов.

## Научная деятельность
Проводил научные исследования в области почвоведения, разрабатывал почвенно-экологические основы адаптивных систем земледелия в сельском хозяйстве, закладывал фундамент рационального использования почвенных ресурсов.
Среди конкретных результатов:
- Классификация почв, теоретические основы и практические приёмы повышения их производительной способности.
- Почвенная карта Белоруссии в масштабе 1:600 000.
- Выполнил почвенно-географическое районирование.
- Разработал методы качественной оценки почв, по которым на территории Белоруссии дважды проведены бонитировочные работы и кадастровая оценка пахотных почв.
- Установил степень пригодности почв под основные сельскохозяйственные культуры.
- Предложил методические подходы оптимизации структуры посевных площадей и севооборотов.
- Провёл широкие исследования по почвенно-экологическому районированию.

Теоретические разработки академика Смеяна ныне стали научной основой природоохранных технологий в сельском хозяйстве, а также широко применяются при установлении специализации и концентрации сельскохозяйственного производства, создании оптимальной структуры посевов и севооборотов, повышения плодородия почв, защиты их от разрушения.

## Награды
- орден «Знак Почёта» (1971)
- Государственная премия БССР (1976) — за цикл работ по изучению почв Белоруссии, опубликованных в 1968—1974 годах
- юбилейная медаль «За доблестный труд»
- две Золотые медали ВДНХ
- Бронзовая медаль ВДНХ
- заслуженный деятель науки Республики Беларусь (2000)
- почётная грамота Национального собрания Республики Беларусь (2001)[7]

## Основные труды
Автор более 400 научных работ, в том числе 8 монографий.
- Почвы Белорусской ССР : научное издание / Белорусский научно—исследовательский институт почвоведения и агрохимии ; Ред. Т. Н. Кулаковская, П. П. Роговой, Н. И. Смеян. — Минск: Ураджай, 1974. — 312 с.
- Классификация и главные особенности почв БССР. — Минск, 1979.
- Полевые исследования и картографирование почв БССР. — Минск, 1990.
- Почвы и структура посевных площадей. — Минск, 1990.
- Современные проблемы агропочвенной науки Беларуси. — Минск, 2000.
- Почвы сельскохозяйственных земель Республики Беларусь. — Минск, 2001.
- Гидроморфные почвы Беларуси и проблема их сельскохозяйственного использования. — М., 2002.
- Оценка плодородия сельскохозяйственных земель Беларуси. — Минск, 2003.